# Secrets and Lies (série de televisão australiana)
Secrets and Lies (trad.: Segredos e Mentiras) é uma série de televisão australiana exibida pela Network Ten em 2014.

## Enredo
A série segue a história de um homem de família que encontra o corpo de um menino novo e rapidamente se torna o principal suspeito de assassinato. Ele não tem escolha senão tentar encontrar o verdadeiro assassino como seu casamento, seus filhos, sua reputação e sua sanidade estão em jogo.

## Elenco

### Elenco principal
- Martin Henderson como Ben Gundelach[1]
- Anthony Hayes como detetive Ian Cornielle
- Diana Glenn como Christy Gundelach
- Adrienne Pickering como Jess Murnane
- Philippa Coulthard como Tasha Gundelach
- Piper Morrissey como Eva Gundelach
- Damon Gameau como Dave Carroll
- Hunter Stratton Boland como Thom Murnane

### Elenco recorrente e convidados
- Mouche Phillips como Vanessa Turner
- Damien Garvey como Stuart Haire
- Steven Tandy como Kevin Gresham
- Barbara Lowing como Elaine Gresham
- Hugh Parker como Dr Tim Turner
- Ben Lawson como Paul Murnane
- Mirrah Foulkes como Nicole

## Episódios
| Nº   | Título      | Exibição original   |
| ---- | ----------- | ------------------- |
| 1x01 | "Episode 1" | 3 de março de 2015  |
| 1x02 | "Episode 2" | 10 de março de 2015 |
| 1x03 | "Episode 3" | 17 de março de 2015 |
| 1x04 | "Episode 4" | 24 de março de 2015 |
| 1x05 | "Episode 5" | 31 de março de 2015 |
| 1x06 | "Episode 6" | 7 de abril de 2015  |

## Versão estadunidense
A versão estadunidense com o mesmo título produzida pela ABC Studios. A série estreou nos Estados Unidos em 1 de março de 2015. Estrelado por Ryan Phillippe nesta adaptação.

## Prêmios e indicações
| Ano  | Prêmio              | Categoria                                                       | Pessoa nomeada   | Resultado |
| ---- | ------------------- | --------------------------------------------------------------- | ---------------- | --------- |
| 2015 | AACTA Awards        | Melhor minissérie                                               | Secrets & Lies   | Indicado  |
| 2015 | AACTA Awards        | Melhor convidado ou atriz coadjuvante em uma série de televisão | Piper Morrissey  | Indicado  |
| 2015 | Logie Awards        | Most Outstanding Actor                                          | Martin Henderson | Indicado  |
| 2015 | Golden Nymph Awards | Melhor minissérie                                               | Secrets & Lies   | Pendente  |
| 2015 | Golden Nymph Awards | Melhor ator em uma minissérie                                   | Anthony Hayes    | Pendente  |